# Библиотека Каталонии

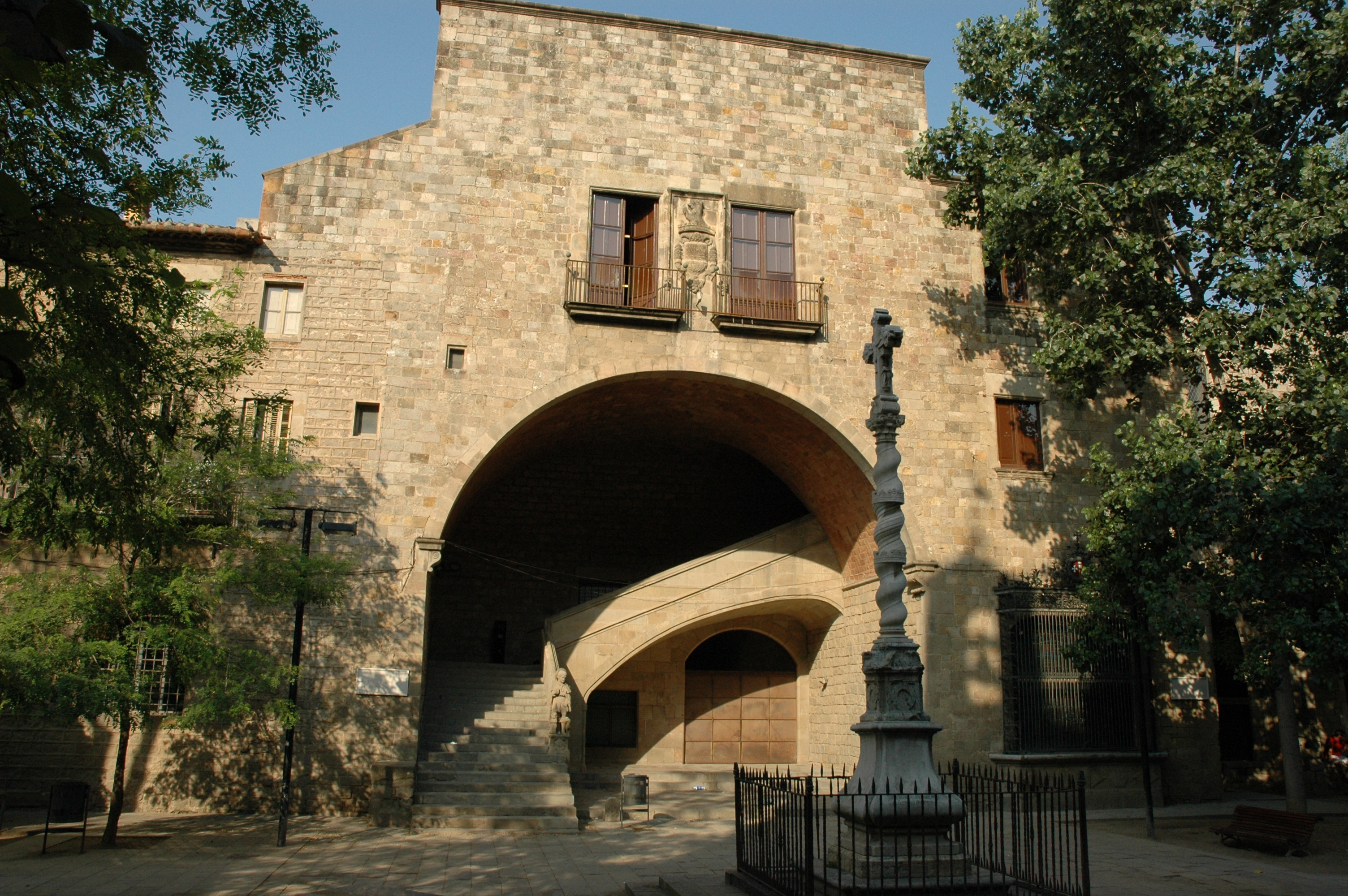
Главный вход

Библиотека Каталонии (кат. Biblioteca de Catalunya) — каталонская национальная библиотека, расположенная в Барселоне, национальный библиографический центр, ответственный за сбор, сохранение и популяризацию каталонского культурного наследия: государственной библиографии региона каталонской экстериорики.
Библиотека расположена на площади 8 820 м2. Её фонды насчитывают около трёх миллионов экземпляров книг и других материалов. С 2000 года начата оцифровка фондов библиотеки.

## История
В 1907 году Энрик Прат-да-ла-Риба основал Институт каталонских исследований, при котором была открыта библиотека. В отличие от других национальных библиотек Европы, которые продолжали традиции королевских библиотек, Библиотека Каталонии была создана «с нуля», главным образом благодаря поддержке национальной каталонской буржуазии.
В 1914 году, во времена Каталонского содружества, библиотека стала открытой для широкой публики. В то время фонды библиотеки размещались в здании Депутатского дворца (кат. Palau de la Diputació) рядом со зданием женералитета Каталонии. В 1917 году были созданы отделы печатных книг, специальных коллекций и музыки, в 1923 году — эстампов, гравюр и карт. В 1940 году библиотека переехала в старинное здание Госпиталя Санта-Креу в Барселоне.
Во времена диктатуры Примо де Риверы и Франко библиотека была переименована в Центральную библиотеку (кат. Biblioteca Central). Таким образом испанскими властями уничтожались любые намёки на существование Каталонии.
В 1981 году библиотека получила статус национальной. В 1994 году были сформированы 4 больших отдела библиотеки: библиографический, графики, фонотеки и гемеротека (собрание периодических изданий).

## Партнёрство с Google
С целью популяризации среди широкой общественности каталонского культурного наследия 10 января 2007 года «Библиотека Каталонии» и четыре других каталонских библиотеки объявили о присоединении к проекту оцифровки «Google Books Library Project». В этом проекте «Библиотека Каталонии» выступила координатором и посредником между Google и четырьмя другими библиотеками-участницами:
- библиотека монастыря Монсеррат;
- публичная епископская библиотека семинарии Барселоны;
- библиотека экскурсионного центра Барселоны;
- библиотека Барселонского Атенея.

Таким образом, группа каталонских библиотек стала вторым среди неанглосаксонских культурных учреждений (после Мадридского университета Комплутенсе) и третьим в Европе (после Оксфордского университета) партнером проекта «Google Books Library Project».